# Moerti

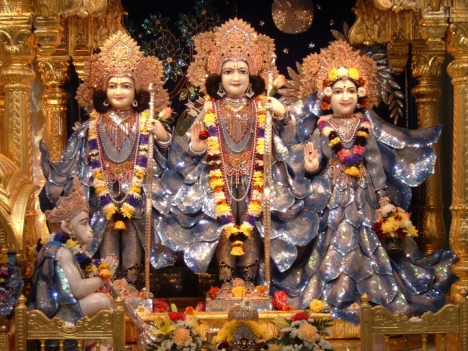
Moerti's van Lakshmana, Rama, Sita en Hanoeman

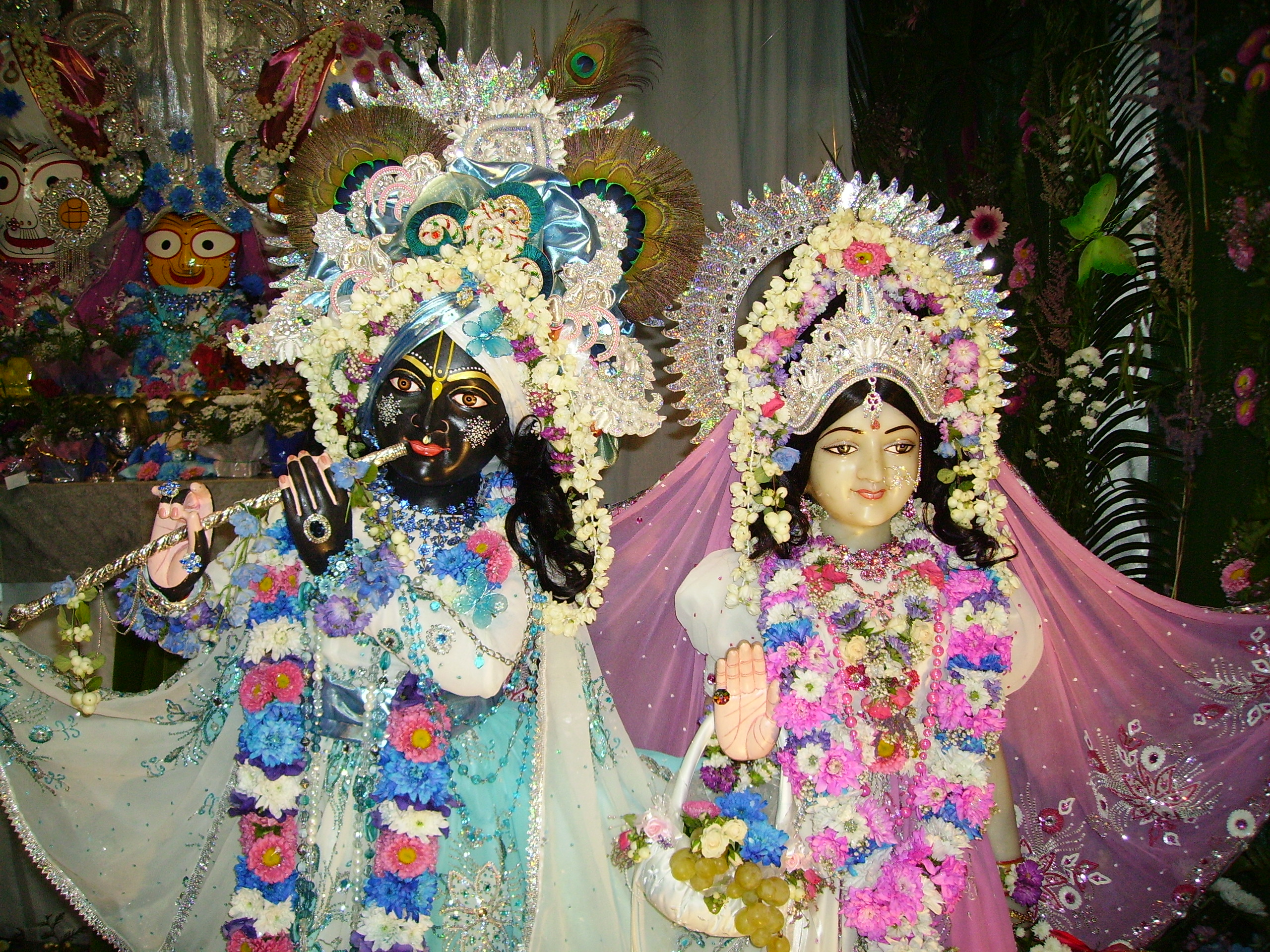
Moerti's van Sri Sri Radha-Paris-isvara

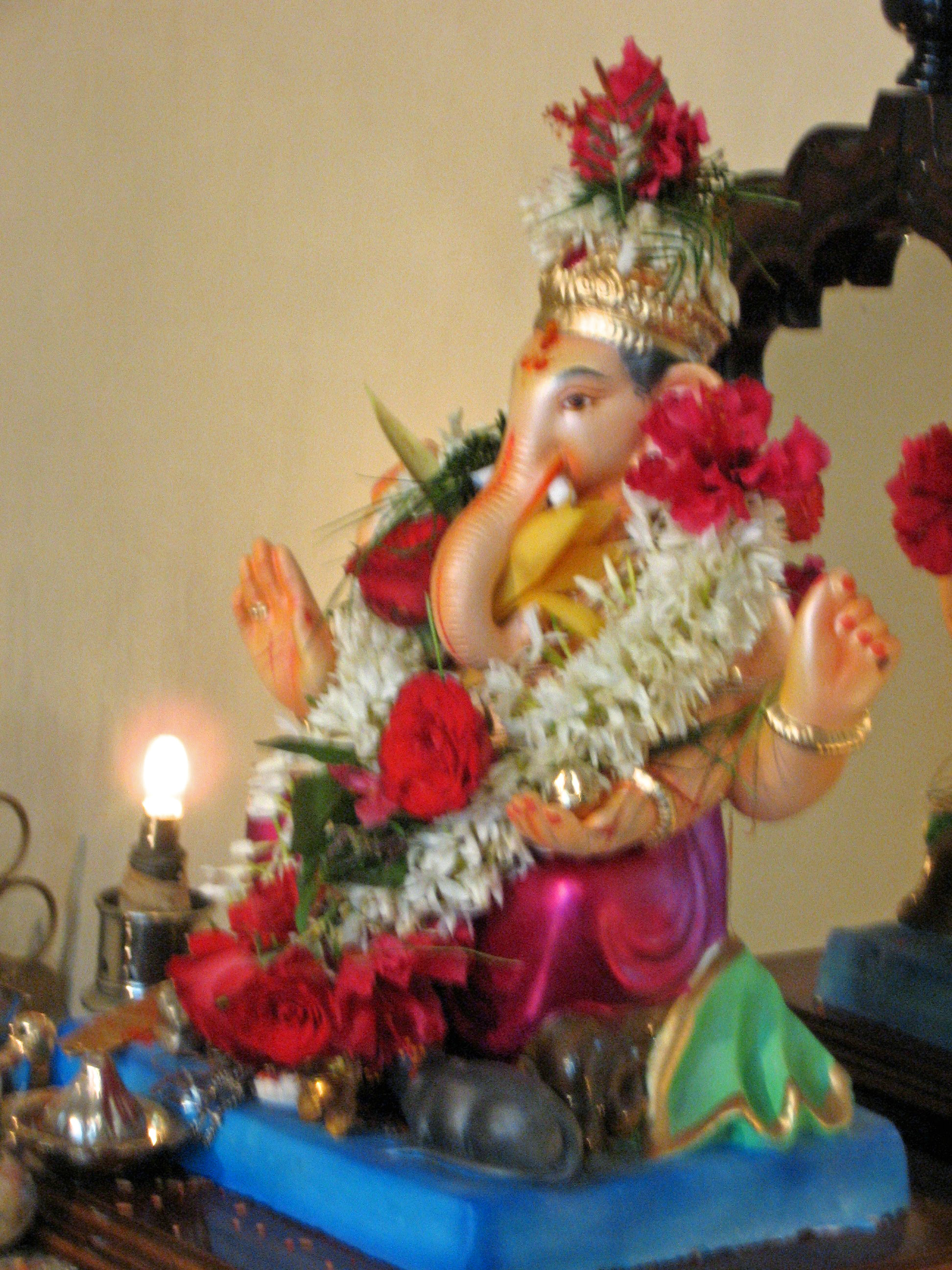
Moerti van Ganesh

Moerti's (Sanskriet: mūrti; Engels: murti) zijn in het hindoeïsme en jaïnisme idolen die gebruikt worden als concentratiepunt tijdens verering of meditatie. Het zijn soms abstracte, maar vaker antropomorfe afbeeldingen van goden of godinnen.
Noch het Hybrid Sanskriet van het mahayana-boeddhisme, noch het Pali van het theravada-boeddhisme kennen het woord murti. De betekenis van het hinduïstische murti en de boeddhistische boeddha- of bodhisattva-afbeelding zijn dan ook heel verschillend.
Moerta betekent in feite slechts "uitgedrukt". Men ziet de moerti als een uitdrukkelijke vormconcentratie van de beschouwde godheid waarop men zich verder kan focussen. Hindoes en boeddhisten van het mahayana zien de moerti als een brandpunt voor de aandacht. Dit kan zowel meditatief als devotioneel zijn.
Centraal in het leven van de meeste hindoes staat bhakti, het scheppen van een diepe en persoonlijke band van liefde en devotie met een godheid. Deze band wordt verondersteld de gelovige dichter bij verlossing uit de cyclus van wedergeboorte te brengen ("moksha"). Bhakti komt vooral tot uiting tijdens een ritueel dat poedja wordt genoemd, waarbij de god wordt aanbeden door middel van een moerti. Het beeld wordt geacht de geest van de godheid te bevatten en de gelovige in staat te stellen in contact met de godheid te komen. Puja bestaat uit het zien van de moerti ("darsjan"), gebeden, het aanbieden van offerandes en het in ruil accepteren en consumeren van gewijd voedsel ("prasad").
Voor het maken van een aantal vooraf bepaalde beelden van godheden is er een strikt canon, namelijk de Silpasastra (van het soort Panchaloga), naar hetwelk deze, volgens bijvoorbeeld vastgelegde verhoudingen, worden vervaardigd. Ze worden vervolgens door priesters ingewijd middels de Prana pratishta-ceremonie ("inlevenstelling").
Enkele hindoeïstische bewegingen verwerpen beeldverering compleet. Het gebruik kon ook op hevige kritiek uit de hoek van de christelijke zendelingen uit de koloniale tijd rekenen. Critici stellen de moertipraktijk gelijk met idolatrie, terwijl de voorstanders er voortdurend de nadruk op leggen dat de moerti-aanschouwing enkel het beeld als focuspunt gebruikt om een goddelijk concept in zijn geheel te overwegen en te ervaren. Het beeld doet enkel dienst als plaatselijke tegenwoordigstelling van de transcendente godheid ten behoeve van de concentratie, maar heeft om zich verder geen waarde, wat bij afgodverering daarentegen wel het geval is. Om de binding met het beeld als dusdanig te vermijden wordt het soms na 'gebruik' weer vernietigd, bijvoorbeeld ceremonieel in de Ganges neergelaten, waar het oplost.